# Ruan Guang-min
Dans ce nom chinois, le nom de famille, Ruan, précède le nom personnel Guang-min.
Ruan Guang-min (阮光民), né le 1er mai 1971 dans le Comté de Yunlin, est un auteur de bande dessinée taïwanais.

## Biographie
Ruan fait des études en publicité et en architecture d'intérieur.
Après son service militaire en 1997, Ruan travaille comme assistant du dessinateur Max Lai Yu-hsien,.
En 2003, Ruan travaille dans une agence publicitaire pendant la journée et créé ses bandes dessinées sur son temps libre. Il dessine alors des mangas pour les adolescents.
Ruan développe peu à peu son propre style qui s'éloigne de celui des mangas pour adolescents. Il traite des relations familiales et de la vie des jeunes dans la société taïwanaise contemporaine,. Sa bande dessinée Dong Hua Chun Barbershop (東華春理髮廳 ou 东华春理发厅 en chinois simplifié) parue en 2009 est la première bande dessinée taïwanaise à être adaptée en série télévisée (en 2012),.
En 2016, Ruan publie Yong-Jiu Grocery Store (用九柑仔店) qui reçoit le prix de la bande dessinée de l'année 2017 aux 8e Golden Comic Awards de Taïwan.